# Olympisch kwalificatietoernooi waterpolo mannen 2020
Het Olympisch kwalificatietoernooi waterpolo 2020 voor mannen vond plaats in Rotterdam van 14 t/m 21 februari 2021. Het toernooi was oorspronkelijk gepland in de periode 31 mei t/m 7 juni 2020, maar werd vanwege de COVID-19-pandemie uitgesteld.
Twaalf landenteams, waaronder gastland Nederland, namen deel aan het toernooi. Een van de deelnemende teams, dat van Turkije, werd uitgesloten nadat verschillende spelers positief waren getest op COVID-19. 
De beste drie teams plaatsten zich voor de Olympische Spelen in Japan.

## Deelnemende landen
| Basis van kwalificatie      | Datum              | Locatie   | Plaatsen | Gekwalificeerd |
| --------------------------- | ------------------ | --------- | -------- | -------------- |
| Gastland                    | —                  | —         | 1        | Nederland      |
| Pan-Amerikaanse Spelen 2019 | 4–10 augustus 2019 | Peru      | 3        | Canada         |
| Pan-Amerikaanse Spelen 2019 | 4–10 augustus 2019 | Peru      | 3        | Brazilië       |
| Pan-Amerikaanse Spelen 2019 | 4–10 augustus 2019 | Peru      | 3        | Argentinië     |
| Europees kampioenschap 2020 | 14–26 januari 2020 | Hongarije | 9        | Montenegro     |
| Europees kampioenschap 2020 | 14–26 januari 2020 | Hongarije | 9        | Kroatië        |
| Europees kampioenschap 2020 | 14–26 januari 2020 | Hongarije | 9        | Griekenland    |
| Europees kampioenschap 2020 | 14–26 januari 2020 | Hongarije | 9        | Rusland        |
| Europees kampioenschap 2020 | 14–26 januari 2020 | Hongarije | 9        | Duitsland      |
| Europees kampioenschap 2020 | 14–26 januari 2020 | Hongarije | 9        | Georgië        |
| Europees kampioenschap 2020 | 14–26 januari 2020 | Hongarije | 9        | Roemenië       |
| Europees kampioenschap 2020 | 14–26 januari 2020 | Hongarije | 9        | Turkije        |
| Europees kampioenschap 2020 | 14–26 januari 2020 | Hongarije | 9        | Frankrijk      |
| Total                       | Total              | Total     | 12       |                |

## Loting
De loting vond plaats op 11 februari 2020 in Lausanne, Zwitserland.
| Groep A                                                | Groep B                                                 |
| ------------------------------------------------------ | ------------------------------------------------------- |
| Georgië Turkije Canada Brazilië Montenegro Griekenland | Kroatië Nederland Frankrijk Rusland Duitsland Roemenië1 |

1 Argentinië trok zich half-februari terug uit het toernooi. FINA verving het Zuid-Amerikaanse team met dat van Roemenië

## Voorronde
Alle tijden zijn lokaal (UTC+1).

### Groep A
| Pos | Team        | Wed | W | G | V | Ptn | DV | DT | +/− | Kwalificatie    |
| --- | ----------- | --- | - | - | - | --- | -- | -- | --- | --------------- |
| 1   | Montenegro  | 4   | 4 | 0 | 0 | 8   | 55 | 25 | +30 | Kwartfinales    |
| 2   | Griekenland | 4   | 3 | 0 | 1 | 6   | 49 | 32 | +17 | Kwartfinales    |
| 3   | Georgië     | 4   | 2 | 0 | 2 | 4   | 45 | 41 | +4  | Kwartfinales    |
| 4   | Canada      | 4   | 1 | 0 | 3 | 2   | 35 | 61 | −26 | Kwartfinales    |
| 5   | Brazilië    | 4   | 0 | 0 | 4 | 0   | 28 | 53 | −25 |                 |
| 6   | Turkije     | 0   | 0 | 0 | 0 | 0   | 0  | 0  | 0   | Diskwalificatie |

1. ↑  Turkije werd gediskwalificeerd nadat verschillende spelers positief waren getest op COVID-19.[4]

| 14 februari 2021 13:00 | verslag | Georgië                                | 10–11 | Griekenland  | Zwemcentrum, Rotterdam Scheidsrechters: Michiel Zwart (NED), Frank Ohme (GER) |
| 14 februari 2021 13:00 | verslag | Scores in periodes: 2–3, 3–5, 5–2, 0–1 |       |              | Zwemcentrum, Rotterdam Scheidsrechters: Michiel Zwart (NED), Frank Ohme (GER) |
| 14 februari 2021 13:00 | verslag | Elez 4                                 | Goals | Fountoulis 5 | Zwemcentrum, Rotterdam Scheidsrechters: Michiel Zwart (NED), Frank Ohme (GER) |

| 14 februari 2021 14:30 | verslag | Canada                                 | 11–7  | Brazilië | Zwemcentrum, Rotterdam Scheidsrechters: Nenad Periš (CRO), Sébastien Dervieux (FRA) |
| 14 februari 2021 14:30 | verslag | Scores in periodes: 4–3, 1–1, 3–2, 3–1 |       |          | Zwemcentrum, Rotterdam Scheidsrechters: Nenad Periš (CRO), Sébastien Dervieux (FRA) |
| 14 februari 2021 14:30 | verslag | vijf spelers 2                         | Goals | Real 2   | Zwemcentrum, Rotterdam Scheidsrechters: Nenad Periš (CRO), Sébastien Dervieux (FRA) |

| 15 februari 2021 16:00 | verslag | Griekenland                            | 15–8  | Brazilië    | Zwemcentrum, Rotterdam Scheidsrechters: Nenad Periš (CRO), Adrian Alexandrescu (ROU) |
| 15 februari 2021 16:00 | verslag | Scores in periodes: 5–1, 5–2, 4–2, 1–3 |       |             | Zwemcentrum, Rotterdam Scheidsrechters: Nenad Periš (CRO), Adrian Alexandrescu (ROU) |
| 15 februari 2021 16:00 | verslag | Genidounias, Vlachopoulos 3            | Goals | Fernandes 8 | Zwemcentrum, Rotterdam Scheidsrechters: Nenad Periš (CRO), Adrian Alexandrescu (ROU) |

| 15 februari 2021 17:30 | verslag | Montenegro                             | 21–7  | Canada         | Zwemcentrum, Rotterdam Scheidsrechters: Michiel Zwart (NED), Arkadiy Voevodin (RUS) |
| 15 februari 2021 17:30 | verslag | Scores in periodes: 7–1, 6–3, 4–1, 4–2 |       |                | Zwemcentrum, Rotterdam Scheidsrechters: Michiel Zwart (NED), Arkadiy Voevodin (RUS) |
| 15 februari 2021 17:30 | verslag | Ivović, Matković 5                     | Goals | drie spelers 2 | Zwemcentrum, Rotterdam Scheidsrechters: Michiel Zwart (NED), Arkadiy Voevodin (RUS) |

| 16 februari 2021 13:00 | verslag | Brazilië                               | 5–15  | Montenegro         | Zwemcentrum, Rotterdam Scheidsrechters: Frank Ohme (GER), Nenad Periš (CRO) |
| 16 februari 2021 13:00 | verslag | Scores in periodes: 1–3, 3–6, 1–2, 0–4 |       |                    | Zwemcentrum, Rotterdam Scheidsrechters: Frank Ohme (GER), Nenad Periš (CRO) |
| 16 februari 2021 13:00 | verslag | G. Guimarães 2                         | Goals | Ivović, Petković 3 | Zwemcentrum, Rotterdam Scheidsrechters: Frank Ohme (GER), Nenad Periš (CRO) |

| 16 februari 2021 16:00 | verslag | Canada                                 | 11–14 | Georgië  | Zwemcentrum, Rotterdam Scheidsrechters: Adrian Alexandrescu (ROU), Arkadiy Voevodin (RUS) |
| 16 februari 2021 16:00 | verslag | Scores in periodes: 1–3, 2–3, 4–4, 4–4 |       |          | Zwemcentrum, Rotterdam Scheidsrechters: Adrian Alexandrescu (ROU), Arkadiy Voevodin (RUS) |
| 16 februari 2021 16:00 | verslag | Patterson 2                            | Goals | Jelaca 4 | Zwemcentrum, Rotterdam Scheidsrechters: Adrian Alexandrescu (ROU), Arkadiy Voevodin (RUS) |

| 17 februari 2021 16:00 | verslag | Griekenland                            | 4–8   | Montenegro           | Zwemcentrum, Rotterdam Scheidsrechters: Xevi Buch (ESP), Sébastien Dervieux (FRA) |
| 17 februari 2021 16:00 | verslag | Scores in periodes: 1–4, 1–1, 1–1, 1–2 |       |                      | Zwemcentrum, Rotterdam Scheidsrechters: Xevi Buch (ESP), Sébastien Dervieux (FRA) |
| 17 februari 2021 16:00 | verslag | vier spelers 1                         | Goals | Brguljan, Petković 2 | Zwemcentrum, Rotterdam Scheidsrechters: Xevi Buch (ESP), Sébastien Dervieux (FRA) |

| 17 februari 2021 17:30 | verslag | Georgië                                | 12–8  | Brazilië       | Zwemcentrum, Rotterdam Scheidsrechters: Michael Goldenberg (USA), Nenad Periš (CRO) |
| 17 februari 2021 17:30 | verslag | Scores in periodes: 3–1, 3–1, 2–1, 4–5 |       |                | Zwemcentrum, Rotterdam Scheidsrechters: Michael Goldenberg (USA), Nenad Periš (CRO) |
| 17 februari 2021 17:30 | verslag | Elez, Shushiashvili 3                  | Goals | drie spelers 2 | Zwemcentrum, Rotterdam Scheidsrechters: Michael Goldenberg (USA), Nenad Periš (CRO) |

| 18 februari 2021 13:00 | verslag | Montenegro                             | 11–9  | Georgië                   | Zwemcentrum, Rotterdam Scheidsrechters: Michiel Zwart (NED), Nenad Periš (CRO) |
| 18 februari 2021 13:00 | verslag | Scores in periodes: 3–3, 3–1, 1–1, 4–4 |       |                           | Zwemcentrum, Rotterdam Scheidsrechters: Michiel Zwart (NED), Nenad Periš (CRO) |
| 18 februari 2021 13:00 | verslag | drie spelers 2                         | Goals | Magrakvelidze, Vapenski 2 | Zwemcentrum, Rotterdam Scheidsrechters: Michiel Zwart (NED), Nenad Periš (CRO) |

| 18 februari 2021 14:30 | verslag | Canada                                 | 6–19  | Griekenland    | Zwemcentrum, Rotterdam Scheidsrechters: Adrian Alexandrescu (ROU), Frank Ohme (GER) |
| 18 februari 2021 14:30 | verslag | Scores in periodes: 1–6, 1–3, 2–4, 2–6 |       |                | Zwemcentrum, Rotterdam Scheidsrechters: Adrian Alexandrescu (ROU), Frank Ohme (GER) |
| 18 februari 2021 14:30 | verslag | Constantin-Bicari 2                    | Goals | Argyropoulos 4 | Zwemcentrum, Rotterdam Scheidsrechters: Adrian Alexandrescu (ROU), Frank Ohme (GER) |

### Groep B
| Pos | Team          | Wed | W | G | V | Ptn | DV | DT | +/− | Kwalificatie |
| --- | ------------- | --- | - | - | - | --- | -- | -- | --- | ------------ |
| 1   | Rusland       | 5   | 4 | 1 | 0 | 9   | 64 | 49 | +15 | Kwartfinales |
| 2   | Kroatië       | 5   | 4 | 0 | 1 | 8   | 89 | 46 | +43 | Kwartfinales |
| 3   | Frankrijk     | 5   | 2 | 1 | 2 | 5   | 62 | 56 | +6  | Kwartfinales |
| 4   | Nederland (G) | 5   | 2 | 1 | 2 | 5   | 49 | 65 | −16 | Kwartfinales |
| 5   | Roemenië      | 5   | 1 | 1 | 3 | 3   | 50 | 79 | −29 |              |
| 6   | Duitsland     | 5   | 0 | 0 | 5 | 0   | 34 | 53 | −19 |              |

1. 1 2  Frankrijk 11–11 Nederland

| 14 februari 2021 16:00 | verslag | Nederland                              | 11–10 | Duitsland | Zwemcentrum, Rotterdam Scheidsrechters: Xevi Buch (ESP), Michael Goldenberg (USA) |
| 14 februari 2021 16:00 | verslag | Scores in periodes: 5–2, 3–2, 2–2, 1–4 |       |           | Zwemcentrum, Rotterdam Scheidsrechters: Xevi Buch (ESP), Michael Goldenberg (USA) |
| 14 februari 2021 16:00 | verslag | Muller 4                               | Goals | Real 3    | Zwemcentrum, Rotterdam Scheidsrechters: Xevi Buch (ESP), Michael Goldenberg (USA) |

| 14 februari 2021 19:00 | verslag | Kroatië                                | 16–6  | Roemenië           | Zwemcentrum, Rotterdam Scheidsrechters: Dion Willis (RSA), Fabio Toffoli (BRA) |
| 14 februari 2021 19:00 | verslag | Scores in periodes: 6–2, 3–1, 4–2, 4–2 |       |                    | Zwemcentrum, Rotterdam Scheidsrechters: Dion Willis (RSA), Fabio Toffoli (BRA) |
| 14 februari 2021 19:00 | verslag | Burić 3                                | Goals | Fulea, Georgescu 2 | Zwemcentrum, Rotterdam Scheidsrechters: Dion Willis (RSA), Fabio Toffoli (BRA) |

| 14 februari 2021 20:30 | verslag | Frankrijk                              | 12–13 | Rusland  | Zwemcentrum, Rotterdam Scheidsrechters: Boris Margeta (SLO), Stanko Ivanovski (MNE) |
| 14 februari 2021 20:30 | verslag | Scores in periodes: 2–3, 2–4, 5–3, 3–3 |       |          | Zwemcentrum, Rotterdam Scheidsrechters: Boris Margeta (SLO), Stanko Ivanovski (MNE) |
| 14 februari 2021 20:30 | verslag | Crousillat 5                           | Goals | Nagaev 4 | Zwemcentrum, Rotterdam Scheidsrechters: Boris Margeta (SLO), Stanko Ivanovski (MNE) |

| 15 februari 2021 13:00 | verslag | Roemenië                               | 9–9   | Rusland    | Zwemcentrum, Rotterdam Scheidsrechters: Nikolaos Boudramis (GRE), Mikhail Dykman (CAN) |
| 15 februari 2021 13:00 | verslag | Scores in periodes: 3–1, 1–2, 2–4, 3–2 |       |            | Zwemcentrum, Rotterdam Scheidsrechters: Nikolaos Boudramis (GRE), Mikhail Dykman (CAN) |
| 15 februari 2021 13:00 | verslag | drie spelers 2                         | Goals | Merkulov 4 | Zwemcentrum, Rotterdam Scheidsrechters: Nikolaos Boudramis (GRE), Mikhail Dykman (CAN) |

| 15 februari 2021 14:30 | verslag | Duitsland                              | 12–13 | Frankrijk              | Zwemcentrum, Rotterdam Scheidsrechters: Boris Margeta (SLO), Michael Goldenberg (USA) |
| 15 februari 2021 14:30 | verslag | Scores in periodes: 1–4, 3–2, 5–2, 3–5 |       |                        | Zwemcentrum, Rotterdam Scheidsrechters: Boris Margeta (SLO), Michael Goldenberg (USA) |
| 15 februari 2021 14:30 | verslag | Strelezkij 6                           | Goals | Crousillat, Marzouki 3 | Zwemcentrum, Rotterdam Scheidsrechters: Boris Margeta (SLO), Michael Goldenberg (USA) |

| 15 februari 2021 19:00 | verslag | Kroatië                                | 25–8  | Nederland            | Zwemcentrum, Rotterdam Scheidsrechters: Xevi Buch (ESP), Irakli Sanadze (GEO) |
| 15 februari 2021 19:00 | verslag | Scores in periodes: 7–1, 7–4, 5–1, 6–2 |       |                      | Zwemcentrum, Rotterdam Scheidsrechters: Xevi Buch (ESP), Irakli Sanadze (GEO) |
| 15 februari 2021 19:00 | verslag | Bukić 6                                | Goals | Van IJperen, Lucas 2 | Zwemcentrum, Rotterdam Scheidsrechters: Xevi Buch (ESP), Irakli Sanadze (GEO) |

| 16 februari 2021 17:30 | verslag | Rusland                                | 17–5  | Duitsland | Zwemcentrum, Rotterdam Scheidsrechters: Xevi Buch (ESP), Boris Margeta (SLO) |
| 16 februari 2021 17:30 | verslag | Scores in periodes: 5–1, 1–2, 5–0, 6–2 |       |           | Zwemcentrum, Rotterdam Scheidsrechters: Xevi Buch (ESP), Boris Margeta (SLO) |
| 16 februari 2021 17:30 | verslag | Merkulov 6                             | Goals | Stamm 2   | Zwemcentrum, Rotterdam Scheidsrechters: Xevi Buch (ESP), Boris Margeta (SLO) |

| 16 februari 2021 19:00 | verslag | Nederland                              | 9–8   | Roemenië    | Zwemcentrum, Rotterdam Scheidsrechters: Michael Goldenberg (USA), Stanko Ivanovski (MNE) |
| 16 februari 2021 19:00 | verslag | Scores in periodes: 2–1, 2–3, 2–2, 3–2 |       |             | Zwemcentrum, Rotterdam Scheidsrechters: Michael Goldenberg (USA), Stanko Ivanovski (MNE) |
| 16 februari 2021 19:00 | verslag | Koopman 3                              | Goals | Georgescu 4 | Zwemcentrum, Rotterdam Scheidsrechters: Michael Goldenberg (USA), Stanko Ivanovski (MNE) |

| 16 februari 2021 20:30 | verslag | Frankrijk                              | 10–13 | Kroatië          | Zwemcentrum, Rotterdam Scheidsrechters: Dion Willis (RSA), Erkan Turkkan (TUR) |
| 16 februari 2021 20:30 | verslag | Scores in periodes: 2–3, 3–2, 2–5, 3–3 |       |                  | Zwemcentrum, Rotterdam Scheidsrechters: Dion Willis (RSA), Erkan Turkkan (TUR) |
| 16 februari 2021 20:30 | verslag | Canonne 3                              | Goals | Bukic, Fatovic 3 | Zwemcentrum, Rotterdam Scheidsrechters: Dion Willis (RSA), Erkan Turkkan (TUR) |

| 17 februari 2021 13:00 | verslag | Roemenië                               | 12–7  | Duitsland      | Zwemcentrum, Rotterdam Scheidsrechters: Dion Willis (RSA), Nikolaos Boudramis (GRE) |
| 17 februari 2021 13:00 | verslag | Scores in periodes: 1–1, 4–4, 4–1, 3–1 |       |                | Zwemcentrum, Rotterdam Scheidsrechters: Dion Willis (RSA), Nikolaos Boudramis (GRE) |
| 17 februari 2021 13:00 | verslag | Ghiban, Radu 3                         | Goals | Cuk, Schütze 2 | Zwemcentrum, Rotterdam Scheidsrechters: Dion Willis (RSA), Nikolaos Boudramis (GRE) |

| 17 februari 2021 14:30 | verslag | Kroatië                                | 13–14 | Rusland   | Zwemcentrum, Rotterdam Scheidsrechters: Erkan Türkkan (TUR), Irakli Sanadze (GEO) |
| 17 februari 2021 14:30 | verslag | Scores in periodes: 5–3, 4–4, 4–4, 0–3 |       |           | Zwemcentrum, Rotterdam Scheidsrechters: Erkan Türkkan (TUR), Irakli Sanadze (GEO) |
| 17 februari 2021 14:30 | verslag | Fatović 4                              | Goals | Kharkov 5 | Zwemcentrum, Rotterdam Scheidsrechters: Erkan Türkkan (TUR), Irakli Sanadze (GEO) |

| 17 februari 2021 19:00 | verslag | Nederland                              | 11–11 | Frankrijk  | Zwemcentrum, Rotterdam Scheidsrechters: Boris Margeta (SLO), Stanko Ivanovski (MNE) |
| 17 februari 2021 19:00 | verslag | Scores in periodes: 2–3, 0–2, 3–4, 6–2 |       |            | Zwemcentrum, Rotterdam Scheidsrechters: Boris Margeta (SLO), Stanko Ivanovski (MNE) |
| 17 februari 2021 19:00 | verslag | Muller, Winkelhorst 3                  | Goals | Marzouki 3 | Zwemcentrum, Rotterdam Scheidsrechters: Boris Margeta (SLO), Stanko Ivanovski (MNE) |

| 18 februari 2021 17:30 | verslag | Frankrijk                              | 16–7  | Roemenië             | Zwemcentrum, Rotterdam Scheidsrechters: Michael Goldenberg (USA), Xevi Buch (ESP) |
| 18 februari 2021 17:30 | verslag | Scores in periodes: 5–2, 3–1, 5–1, 3–3 |       |                      | Zwemcentrum, Rotterdam Scheidsrechters: Michael Goldenberg (USA), Xevi Buch (ESP) |
| 18 februari 2021 17:30 | verslag | Marzouki 4                             | Goals | Radu, Dragomirescu 2 | Zwemcentrum, Rotterdam Scheidsrechters: Michael Goldenberg (USA), Xevi Buch (ESP) |

| 18 februari 2021 19:00 | verslag | Rusland                                | 11–10 | Nederland      | Zwemcentrum, Rotterdam Scheidsrechters: Dion Willis (RSA), Boris Margeta (SLO) |
| 18 februari 2021 19:00 | verslag | Scores in periodes: 3–3, 3–1, 1–2, 4–4 |       |                | Zwemcentrum, Rotterdam Scheidsrechters: Dion Willis (RSA), Boris Margeta (SLO) |
| 18 februari 2021 19:00 | verslag | Kholod 5                               | Goals | drie spelers 2 | Zwemcentrum, Rotterdam Scheidsrechters: Dion Willis (RSA), Boris Margeta (SLO) |

| 18 februari 2021 20:30 | verslag | Kroatië                                | 22–8  | Duitsland | Zwemcentrum, Rotterdam Scheidsrechters: Fabio Toffoli (BRA), Mikhail Dykman (CAN) |
| 18 februari 2021 20:30 | verslag | Scores in periodes: 4–3, 6–2, 5–1, 6–2 |       |           | Zwemcentrum, Rotterdam Scheidsrechters: Fabio Toffoli (BRA), Mikhail Dykman (CAN) |
| 18 februari 2021 20:30 | verslag | Bušlje 5                               | Goals | Real 2    | Zwemcentrum, Rotterdam Scheidsrechters: Fabio Toffoli (BRA), Mikhail Dykman (CAN) |

## Knock-outfase

### Speelschema
|  | Kwartfinales      | Kwartfinales |                  |         | Halve finales | Halve finales |  |  | Finale | Finale |
|  |                   |              |                  |         |               |               |  |  |        |        |
|  | 19 februari       |              |                  |         |               |               |  |  |        |        |
|  |                   |              |                  |         |               |               |  |  |        |        |
|  | Montenegro        | 13           |                  |         |               |               |  |  |        |        |
|  | Montenegro        | 13           | 20 februari      |         |               |               |  |  |        |        |
|  | Nederland         | 7            |                  |         |               |               |  |  |        |        |
|  | Nederland         | 7            | Montenegro (PSO) | 10 (4)  |               |               |  |  |        |        |
|  | 19 februari       |              | Montenegro (PSO) | 10 (4)  |               |               |  |  |        |        |
|  |                   | Kroatië      | 10 (2)           |         |               |               |  |  |        |        |
|  | Georgië           | Kroatië      | 10 (2)           | 6       |               |               |  |  |        |        |
|  | Georgië           |              | 21 februari      | 6       |               |               |  |  |        |        |
|  | Kroatië           | 15           |                  |         |               |               |  |  |        |        |
|  | Kroatië           | 15           | Montenegro       | 10      |               |               |  |  |        |        |
|  | 19 februari       |              | Montenegro       | 10      |               |               |  |  |        |        |
|  |                   | Griekenland  | 9                |         |               |               |  |  |        |        |
|  | Griekenland (PSO) | Griekenland  | 9                | 13 (4)  |               |               |  |  |        |        |
|  | Griekenland (PSO) | 20 februari  |                  | 13 (4)  |               |               |  |  |        |        |
|  | Frankrijk         | 13 (1)       |                  |         |               |               |  |  |        |        |
|  | Frankrijk         | 13 (1)       | Griekenland      | 13      |               |               |  |  |        |        |
|  | 19 februari       |              | Griekenland      | 13      |               |               |  |  |        |        |
|  |                   | Rusland      | 10               |         | Derde plaats  | Derde plaats  |  |  |        |        |
|  | Canada            | Rusland      | 10               | 9       | Derde plaats  | Derde plaats  |  |  |        |        |
|  | Canada            |              | 21 februari      | 9       |               |               |  |  |        |        |
|  | Rusland           | 17           |                  |         |               |               |  |  |        |        |
|  | Rusland           | 17           | Kroatië (PSO)    | 11 (14) |               |               |  |  |        |        |
|  |                   |              |                  |         |               |               |  |  |        |        |
|  | Rusland           | 11 (13)      |                  |         |               |               |  |  |        |        |
|  | Rusland           | 11 (13)      |                  |         |               |               |  |  |        |        |

Speelschema vijfde plaats
|  | Halve finales 5e–8e plaats | Halve finales 5e–8e plaats |                |    | Vijfde plaats | Vijfde plaats |
|  |                            |                            |                |    |               |               |
|  | 20 februari                |                            |                |    |               |               |
|  |                            |                            |                |    |               |               |
|  | Nederland                  | 14                         |                |    |               |               |
|  | Nederland                  | 14                         | 21 februari    |    |               |               |
|  | Georgië                    | 11                         |                |    |               |               |
|  | Georgië                    | 11                         | Nederland      | 10 |               |               |
|  | 20 februari                |                            | Nederland      | 10 |               |               |
|  |                            | Frankrijk                  | 9              |    |               |               |
|  | Frankrijk                  | Frankrijk                  | 9              | 11 |               |               |
|  | Frankrijk                  |                            |                | 11 |               |               |
|  | Canada                     | 9                          |                |    |               |               |
|  | Canada                     | 9                          | Zevende plaats |    |               |               |
|  |                            |                            |                |    |               |               |
|  | 21 februari                |                            |                |    |               |               |
|  |                            |                            |                |    |               |               |
|  | Georgië                    | 18                         |                |    |               |               |
|  | Georgië                    | 18                         |                |    |               |               |
|  | Canada                     | 10                         |                |    |               |               |

### Kwartfinales
| 19 februari 2021 14:00 | verslag | Montenegro                             | 13–7  | Nederland | Zwemcentrum, Rotterdam Scheidsrechters: Sébastien Dervieux (FRA), Arkadiy Voevodin (RUS) |
| 19 februari 2021 14:00 | verslag | Scores in periodes: 4–0, 3–3, 3–4, 3–0 |       |           | Zwemcentrum, Rotterdam Scheidsrechters: Sébastien Dervieux (FRA), Arkadiy Voevodin (RUS) |
| 19 februari 2021 14:00 | verslag | Ivović 3                               | Goals | Janssen 3 | Zwemcentrum, Rotterdam Scheidsrechters: Sébastien Dervieux (FRA), Arkadiy Voevodin (RUS) |

| 19 februari 2021 16:00 | verslag | Griekenland                                       | 17–14 | Frankrijk | Zwemcentrum, Rotterdam Scheidsrechters: Adrian Alexandrescu (ROU), Frank Ohme (GER) |
| 19 februari 2021 16:00 | verslag | Scores in periodes: 6–4, 1–4, 3–4, 3–1 . PSO: 4–1 |       |           | Zwemcentrum, Rotterdam Scheidsrechters: Adrian Alexandrescu (ROU), Frank Ohme (GER) |
| 19 februari 2021 16:00 | verslag | Fountoulis 4                                      | Goals | Vernoux 4 | Zwemcentrum, Rotterdam Scheidsrechters: Adrian Alexandrescu (ROU), Frank Ohme (GER) |

| 19 februari 2021 18:00 | verslag | Georgië                                | 6–15  | Kroatië | Zwemcentrum, Rotterdam Scheidsrechters: Boris Margeta (SLO), Erkan Turkkan (TUR) |
| 19 februari 2021 18:00 | verslag | Scores in periodes: 2–3, 1–6, 1–2, 2–4 |       |         | Zwemcentrum, Rotterdam Scheidsrechters: Boris Margeta (SLO), Erkan Turkkan (TUR) |
| 19 februari 2021 18:00 | verslag | Elez, Shushiashvili 2                  | Goals | Bukić 4 | Zwemcentrum, Rotterdam Scheidsrechters: Boris Margeta (SLO), Erkan Turkkan (TUR) |

| 19 februari 2021 20:00 | verslag | Canada                                 | 17–9  | Rusland   | Zwemcentrum, Rotterdam Scheidsrechters: Fabio Toffoli (BRA), Nikolaos Boudramis (GRE) |
| 19 februari 2021 20:00 | verslag | Scores in periodes: 2–5, 3–3, 3–4, 1–5 |       |           | Zwemcentrum, Rotterdam Scheidsrechters: Fabio Toffoli (BRA), Nikolaos Boudramis (GRE) |
| 19 februari 2021 20:00 | verslag | Constantin-Bicari, Côté 3              | Goals | Kharkov 5 | Zwemcentrum, Rotterdam Scheidsrechters: Fabio Toffoli (BRA), Nikolaos Boudramis (GRE) |

### Halve finales 5e–8e plaats
| 20 februari 2021 14:00 | verslag | Nederland                              | 14–11 | Georgië   | Zwemcentrum, Rotterdam Scheidsrechters: Arkadiy Voevodin (RUS), Sébastien Dervieux (FRA) |
| 20 februari 2021 14:00 | verslag | Scores in periodes: 4–1, 4–3, 3–4, 3–3 |       |           | Zwemcentrum, Rotterdam Scheidsrechters: Arkadiy Voevodin (RUS), Sébastien Dervieux (FRA) |
| 20 februari 2021 14:00 | verslag | Janssen 5                              | Goals | Jakhaia 3 | Zwemcentrum, Rotterdam Scheidsrechters: Arkadiy Voevodin (RUS), Sébastien Dervieux (FRA) |

| 20 februari 2021 16:00 | verslag | Frankrijk                              | 11–9  | Canada | Zwemcentrum, Rotterdam Scheidsrechters: Adrian Alexandrescu (ROU), Stanko Ivanovski (MNE) |
| 20 februari 2021 16:00 | verslag | Scores in periodes: 3–2, 1–2, 5–3, 2–2 |       |        | Zwemcentrum, Rotterdam Scheidsrechters: Adrian Alexandrescu (ROU), Stanko Ivanovski (MNE) |
| 20 februari 2021 16:00 | verslag | Marzouki 4                             | Goals | Côté 4 | Zwemcentrum, Rotterdam Scheidsrechters: Adrian Alexandrescu (ROU), Stanko Ivanovski (MNE) |

### Halve finales
| 20 februari 2021 18:00 | verslag | Montenegro                                        | 14–12 | Kroatië         | Zwemcentrum, Rotterdam Scheidsrechters: Xevi Buch (ESP), Michael Goldenberg (USA) |
| 20 februari 2021 18:00 | verslag | Scores in periodes: 3–2, 2–3, 3–4, 2–1 . PSO: 4–2 |       |                 | Zwemcentrum, Rotterdam Scheidsrechters: Xevi Buch (ESP), Michael Goldenberg (USA) |
| 20 februari 2021 18:00 | verslag | drie spelers                                      | Goals | Bukić, Bušlje 3 | Zwemcentrum, Rotterdam Scheidsrechters: Xevi Buch (ESP), Michael Goldenberg (USA) |

| 20 februari 2021 20:00 | verslag | Griekenland                            | 13–10 | Rusland   | Zwemcentrum, Rotterdam Scheidsrechters: Dion Willis (RSA), Boris Margeta (SLO) |
| 20 februari 2021 20:00 | verslag | Scores in periodes: 4–3, 2–2, 5–4, 2–1 |       |           | Zwemcentrum, Rotterdam Scheidsrechters: Dion Willis (RSA), Boris Margeta (SLO) |
| 20 februari 2021 20:00 | verslag | Vlachopoulos 5                         | Goals | Kharkov 5 | Zwemcentrum, Rotterdam Scheidsrechters: Dion Willis (RSA), Boris Margeta (SLO) |

### Zevende plaats
| 21 februari 2021 10:00 | verslag | Georgië                                | 18–10 | Canada    | Zwemcentrum, Rotterdam Scheidsrechters: Stanko Ivanovski (MNE), Nenad Peris (CRO) |
| 21 februari 2021 10:00 | verslag | Scores in periodes: 4–2, 8–3, 3–2, 3–3 |       |           | Zwemcentrum, Rotterdam Scheidsrechters: Stanko Ivanovski (MNE), Nenad Peris (CRO) |
| 21 februari 2021 10:00 | verslag | Magrakvelidze 4                        | Goals | D'Souza 5 | Zwemcentrum, Rotterdam Scheidsrechters: Stanko Ivanovski (MNE), Nenad Peris (CRO) |

### Vijfde plaats
| 21 februari 2021 12:00 | verslag | Nederland                              | 10–9  | Frankrijk      | Zwemcentrum, Rotterdam Scheidsrechters: Mikhail Dykman (CAN), Arkadiy Voevodin (RUS) |
| 21 februari 2021 12:00 | verslag | Scores in periodes: 4–2, 1–3, 0–3, 5–1 |       |                | Zwemcentrum, Rotterdam Scheidsrechters: Mikhail Dykman (CAN), Arkadiy Voevodin (RUS) |
| 21 februari 2021 12:00 | verslag | Veenhuis, van IJperen 3                | Goals | drie spelers 2 | Zwemcentrum, Rotterdam Scheidsrechters: Mikhail Dykman (CAN), Arkadiy Voevodin (RUS) |

### Troostfinale
| 21 februari 2021 14:00 | verslag | Kroatië                                             | 25–24 | Rusland             | Zwemcentrum, Rotterdam Scheidsrechters: Michiel Zwart (NED), Adrian Alexandrescu (ROU) |
| 21 februari 2021 14:00 | verslag | Scores in periodes: 4–3, 2–4, 3–1, 2–3 . PSO: 14–13 |       |                     | Zwemcentrum, Rotterdam Scheidsrechters: Michiel Zwart (NED), Adrian Alexandrescu (ROU) |
| 21 februari 2021 14:00 | verslag | drie spelers 2                                      | Goals | Kharkov, Merkulov 3 | Zwemcentrum, Rotterdam Scheidsrechters: Michiel Zwart (NED), Adrian Alexandrescu (ROU) |

### Finale
| 21 februari 2021 16:00 | verslag | Montenegro                             | 10–9  | Griekenland    | Zwemcentrum, Rotterdam Scheidsrechters: Sébastien Dervieux (FRA), Frank Ohme (GER) |
| 21 februari 2021 16:00 | verslag | Scores in periodes: 2–3, 3–3, 1–2, 4–1 |       |                | Zwemcentrum, Rotterdam Scheidsrechters: Sébastien Dervieux (FRA), Frank Ohme (GER) |
| 21 februari 2021 16:00 | verslag | Matković 5                             | Goals | Argyropoulos 4 | Zwemcentrum, Rotterdam Scheidsrechters: Sébastien Dervieux (FRA), Frank Ohme (GER) |

## Eindklassering
| Rang   | Team        |
| ------ | ----------- |
| Goud   | Montenegro  |
| Zilver | Griekenland |
| Brons  | Kroatië     |
| 4      | Rusland     |
| 5      | Nederland   |
| 6      | Frankrijk   |
| 7      | Georgië     |
| 8      | Canada      |
| 9      | Roemenië    |
| 10     | Brazilië    |
| 11     | Duitsland   |
| DSQ    | Turkije     |

| Gekwalificeerd voor de Olympische Spelen | |
| · Montenegro ·                           | Selectie: Dejan Lazovic (doel), Drasko Brguljan, Miroslav Perkovic, Marko Petkovic, Uros Cuckovic, Vlado Popadic, Stefan Vidovic, Aleksa Urkopina, Aleksandar Ivovic, Vladan Spaic, Dusan Matkovic, Vasilije Radovic, Slaven Kandic (doel), Aljosa Macic, Petar Tesanovic (doel). Bondscoach: Vladimir Gojkovic.                                                                                             |
| · Griekenland ·                          | Selectie: Emmanouil Zerdevas (doel), Konstantinos Genidounias, Dimitrios Skoumpakis, Marios Kapotsis, Ioannis Fountoulis, Alexandros Papanastasiou, Georgios Dervisis, Stylianos Argyropoulos, Konstantinos Mourikis, Christodoulos Kolomvos, Konstantinos Gkiouvetsis, Angelos Vlachopoulos, Konstantinos Galanidis (doel), Konstantinos Kakaris, Efstathios Kalogeropoulos. Bondscoach: Theororos Vlachos. |
| · Kroatië ·                              | Selectie: Marko Bijac (doel), Marko Macan, Loren Fatovic, Luka Loncar, Maro Jokovic, Luka Bukic, Ante Vukicevic, Andro Buslje, Lovre Milos, Josip Vrlic, Rino Buric, Javier Garcia Gadea, Toni Popadic (doel), Franko Lazic. Bondscoach: Ivica Tucak. |